# Экерзли, Билл
Уи́льям (Билл) Э́керзли (англ. William Eckersley; 16 июля 1925 — 25 октября 1982) — английский футболист, выступавший на позиции левого защитника. Всю свою карьеру провёл в клубе «Блэкберн Роверс». Также выступал за сборную Англии.

## Футбольная карьера
После окончания школы в Саутпорте Билл Экерзли работал водителем грузовика. Параллельно он играл на любительском уровне за местный клуб «Хай Парк». Его заметили скауты «Блэкберна», и в ноябре 1947 года он подписал с «Роверс» любительский контракт, продолжая работать водителем. Несколько месяцев он выступал за резерв «Блэкберна», а в марте 1948 года подписал профессиональный контракт с клубом.
Дебют Экерзли за «Блэкберн» в Футбольной лиге состоялся в матче последнего тура чемпионата 1947/48 годов. К тому моменту «Блэкберн» находился в конце турнирной таблицы и выбывал во Второй дивизион. Следующие десять сезонов клуб провёл во Втором дивизионе, но уверенная игра Экерзли даже вне элитного дивизиона принесла ему славу одного из лучших крайних защитников в Англии. Уолтер Уинтерботтом включил его в заявку сборной Англии на чемпионат мира 1950 года. В сборной Экерзли выступал на левом фланге защиты, тогда как правого крайнего защитника играл Альф Рамсей.
Экерзли обладал неплохим дриблингом, помогая атаке своей команды своими проходами по флангу, а также хорошей техникой отбора мяча.
В 1958 году «Блэкберн» вернулся в Первый дивизион, и Экерзли сыграл в нём полный сезон, хотя его лучшие годы уже были позади. В 1960 году «Блэкберн Роверс» вышел в финал Кубка Англии, но Экерзли не попал в заявку: ему было 34 года, и на месте левого защитника вышел Дейв Уилан.
В 1961 году, получив серьёзную травму, Билл Экерзли принял решение о завершении карьеры. Он провёл за «Роверс» 430 матчей и забил 21 гол (из которых 18 голов он забил с пенальти).

## После завершения карьеры
24 апреля 1961 года на «Ивуд Парк» прошёл прощальный матч Билла Экерзли. На нём присутствовала 21 тысяча болельщиков.
После завершения карьеры он организовал бизнес по продаже кондитерских изделий, но не преуспел в этом, после чего работал водителем такси, а затем вернулся к своей первоначальной работе водителя грузовика.
Билл Экерзли умер 25 октября 1982 года. Его прах был рассеян над футбольным полем «Ивуд Парк» накануне матча его сыновьями.

## Карьера в сборной
Билл Экерзли провёл за основую сборную Англии 17 матчей c 1950 по 1953 год.